# Koormeester

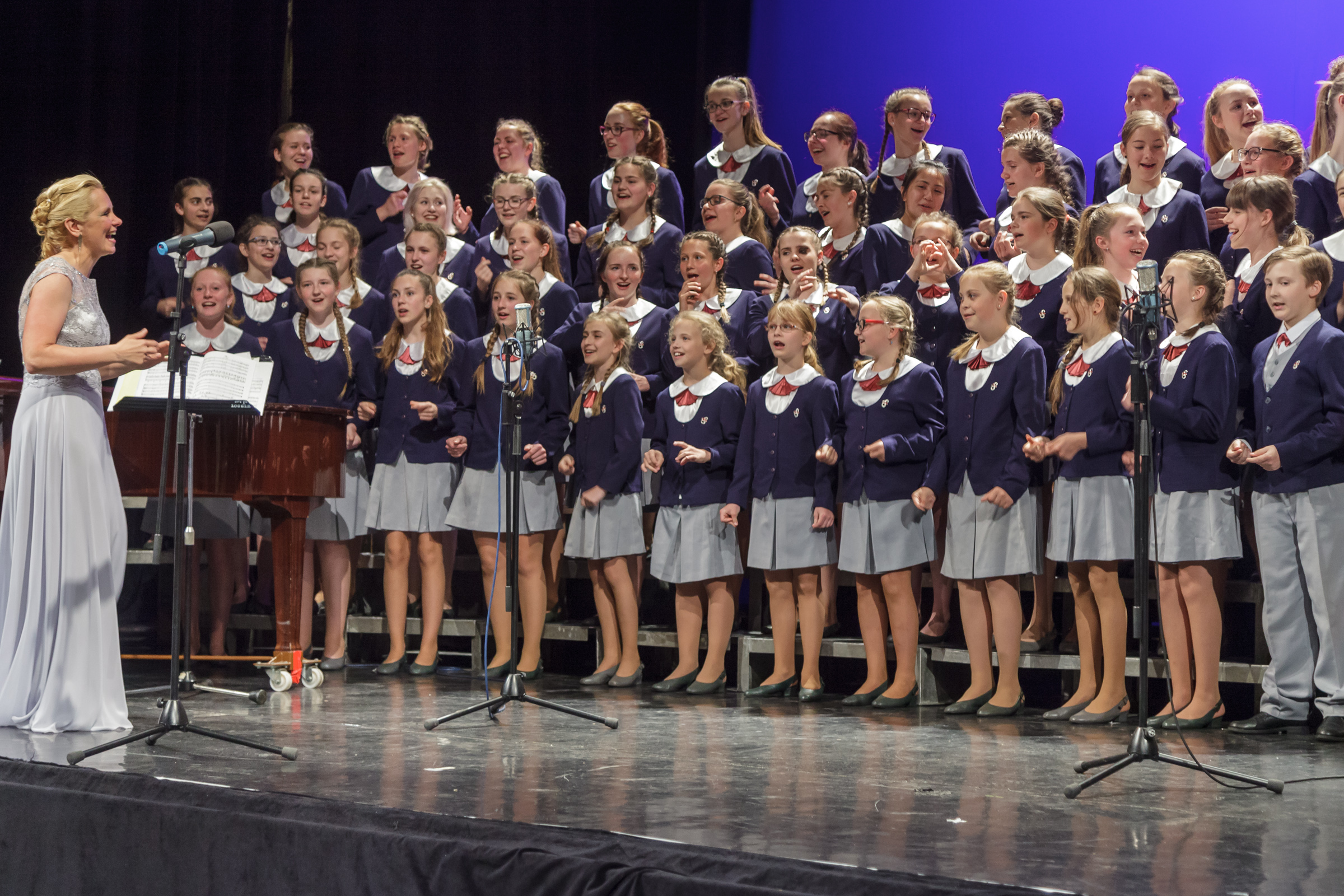
Koormeester (links)

Een koormeester is verantwoordelijk voor de voorbereiding en uitvoering van concerten van een koor. De opdrachtgever is meestal het dagelijks bestuur. Hij wordt hierbij geholpen door de koorcommissarissen.
Tijdens de bestuurvergadering wordt de voortgang besproken aan de hand van een draaiboek.